# Mouvement MOVER
Le Mouvement vert, éthique, révolutionnaire et démocratique ou Mouvement MOVER (en espagnol : Movimiento Verde Ético Revolucionario y Democrático et Movimiento MOVER), anciennement Alianza País (« Alliance pays »), est une coalition politique équatorienne fondée en 2006 et généralement classée comme progressiste. La coalition est dirigée à ses débuts par Rafael Correa puis par Lenín Moreno, période pendant laquelle elle est également aux rênes du pays.
Bien que se revendiquant jusqu'alors du socialisme du 21e siècle, la coalition prend une tournure idéologique s'apparentant davantage au social-libéralisme lorsque Moreno arrive à la tête du mouvement en 2017. C'est ainsi que plusieurs membres de la faction représentée par Correa la quittent, provoquant son déclin. Moreno se tenant par la suite plutôt à l'écart des instances du mouvement, il finit par en être expulsé en 2021. À ce moment, la coalition décide de se doter d'une nouvelle image et d'un nouveau nom et adopte à nouveau une orientation politique plus près de l'écologisme et de la social-démocratie.

## Membres
Elle est formée de plus de 30 organisations et partis politiques équatoriens de gauche et centre gauche dont :
- Movimiento País
- le Parti socialiste - Front large
- Citoyens Nouveau pays (Ciudadanos Nuevo País)
- Action démocratique nationale (Acción Democrática Nacional)
- Initiative citoyenne (Iniciativa Ciudadana)
- Mouvement citoyen pour la nouvelle démocratie (Movimiento Ciudadano por la Nueva Democracia)
- Amauta Jatari
- ABA
- Pouvoir citoyen (Poder Ciudadano)
- PTE
- Alternative démocratique (Alternativa Democrática)
- Rupture 25 (Ruptura 25)

## Histoire
« País », qui signifie « pays » en espagnol, est l'acronyme de Patria Altiva I Soberana qui signifie « patrie fière & souveraine ».
Alianza País domine la scène politique équatorienne depuis l'élection de Rafael Correa, leur candidat du Movimiento País, lors des élections générales équatoriennes de 2006, même si elle boycotte les élections pour le parlement. Elle prend part aux élections de l'assemblée constituante de 2007 où elle remporte 70 % des voix permettant ainsi la rédaction d'une nouvelle constitution, programme électoral de la coalition lors des élections générales de 2006. La nouvelle constitution est approuvée par référendum en 2008 et provoque des nouvelles élections générales en 2009, qui permettent à la coalition d'obtenir quasiment la majorité absolue à l'assemblée et de réélire Rafael Correa, leur candidat dès le premier tour. Avec leurs 46 % des voix et 59 sièges sur 124 à l'assemblée, ils forment la coalition gouvernementale Acuerdo País en s'alliant avec le Mouvement populaire démocratique (cinq sièges) et quelques autres partis très minoritaires, pour avoir une majorité absolue de 74 sièges.
Avec l'arrivée au pouvoir de Lenín Moreno en 2017 et sa rupture avec l'ancien président Rafael Correa, les cadres d'Alianza País font l'objet de poursuites judiciaires. En avril 2020, la Cour équatorienne condamne Rafael Correa ainsi que son vice-président Jorge Glas à 8 ans de prison, tout en leur interdisant l’exercice de fonctions publiques pendant les 25 prochaines années. La gouverneure de la province de Pichincha, Paola Pabon, et l’ancien député Virgilio Hernandez, ont fait des passages en prison. Ricardo Patiño, Gabriela Rivadeneira (ex-présidente de l’Assemblée nationale) et Sofia Espin ont été contraints de s’exiler au Mexique. Lenín Moreno est exclu d'Alianza País en novembre 2017 mais une décision de justice place ensuite le parti sous la direction de ses proches, obligeant ses adversaires à tenter de fonder une nouvelle structure[source insuffisante].

## Projet
Le projet moteur de cette alliance, en plus de diriger le pays, est le projet sur la révolution citoyenne (Revolución Ciudadana en espagnol) qui a pour but d'implanter le socialisme en Équateur (et en Amérique du Sud) pour le XXIe siècle. Toutefois, à la suite de la rupture de Lenín Moreno avec Rafael Correa, ce projet est abandonné, avec la mise en place d'une politique d'austérité et de réduction des dépenses qui suscite la colère d'une partie de la population, qui se soulève contre ces choix en 2019. Ce virage politique néolibéral est fortement critiqué par Rafael Correa.

## Résultats électoraux

### Élections législatives
| Année | Voix       | %     | +/-     | Sièges    | +/- |
| ----- | ---------- | ----- | ------- | --------- | --- |
| 2009  | 27 751 651 | 43,00 | Nouveau | 59 / 124  | 59  |
| 2013  | 45 955 995 | 52,30 | 9,30    | 100 / 137 | 41  |
| 2017  | 40 091 544 | 39,07 | 13,23   | 74 / 137  | 26  |
| 2021  | 222 061    | 2,77  | 36,30   | 0 / 137   | 74  |